# Oran, Missouri
Oran är en ort i Scott County i delstaten Missouri, USA.